# Yliopistonkatu (Helsinki)
Pour les articles homonymes, voir Yliopistonkatu.
Yliopistonkatu (suédois : Universitetsgatan, français : rue de l'université) est une rue du quartier de Kluuvi au centre d'Helsinki en Finlande. 

## Présentation
La rue est orientée d'est en ouest.
Elle est bordée par de nombreux bâtiments de l'université d'Helsinki.

## Croisements d'est en ouest
- Unioninkatu
- Fabianinkatu
- Vuorikatu
- Kluuvinkatu
- Mikonkatu

## Monuments
- Yliopistonkatu 1, Ernst Bernhard Lohrmann, 1846
- Yliopistonkatu 2, Johan Sigfrid Sirén, 1936
- Yliopistonkatu 3, Aarne Ervi, 1957
- Yliopistonkatu 4, Toivo Korhonen, 1977
- Yliopistonkatu 5, Toivo Korhonen, 1972
- Yliopistonkatu 6,  Grahn, Hedman & Wasastjerna, 1898
- Yliopistonkatu 7,  Jussi et Toivo Paatela, 1928
- Yliopistonkatu 8, Pauli Blomstedt, 1930
- Yliopistonkatu 10, Selim A. Lindqvist, 1911

## Galerie

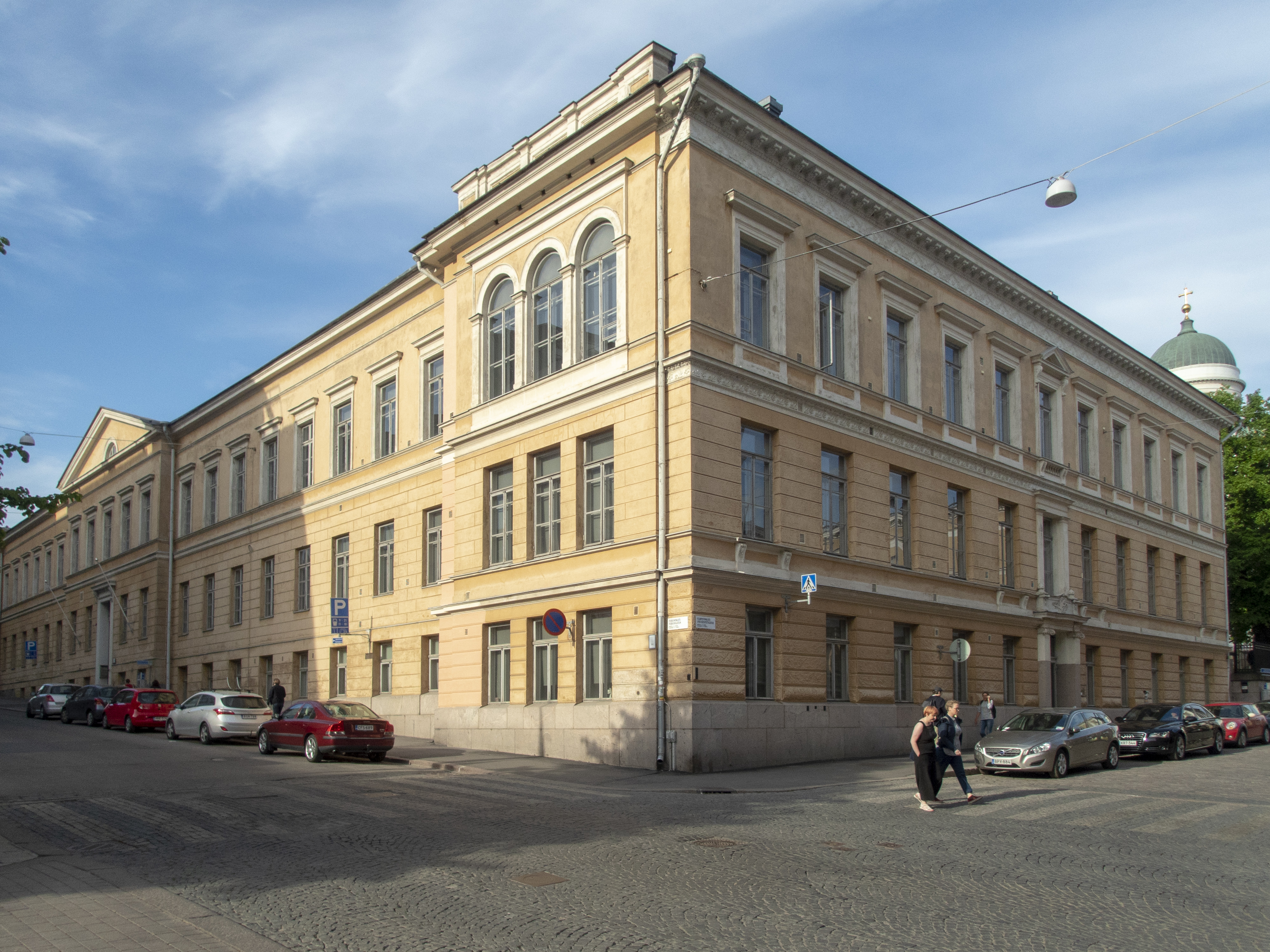
Yliopistonkatu 1.
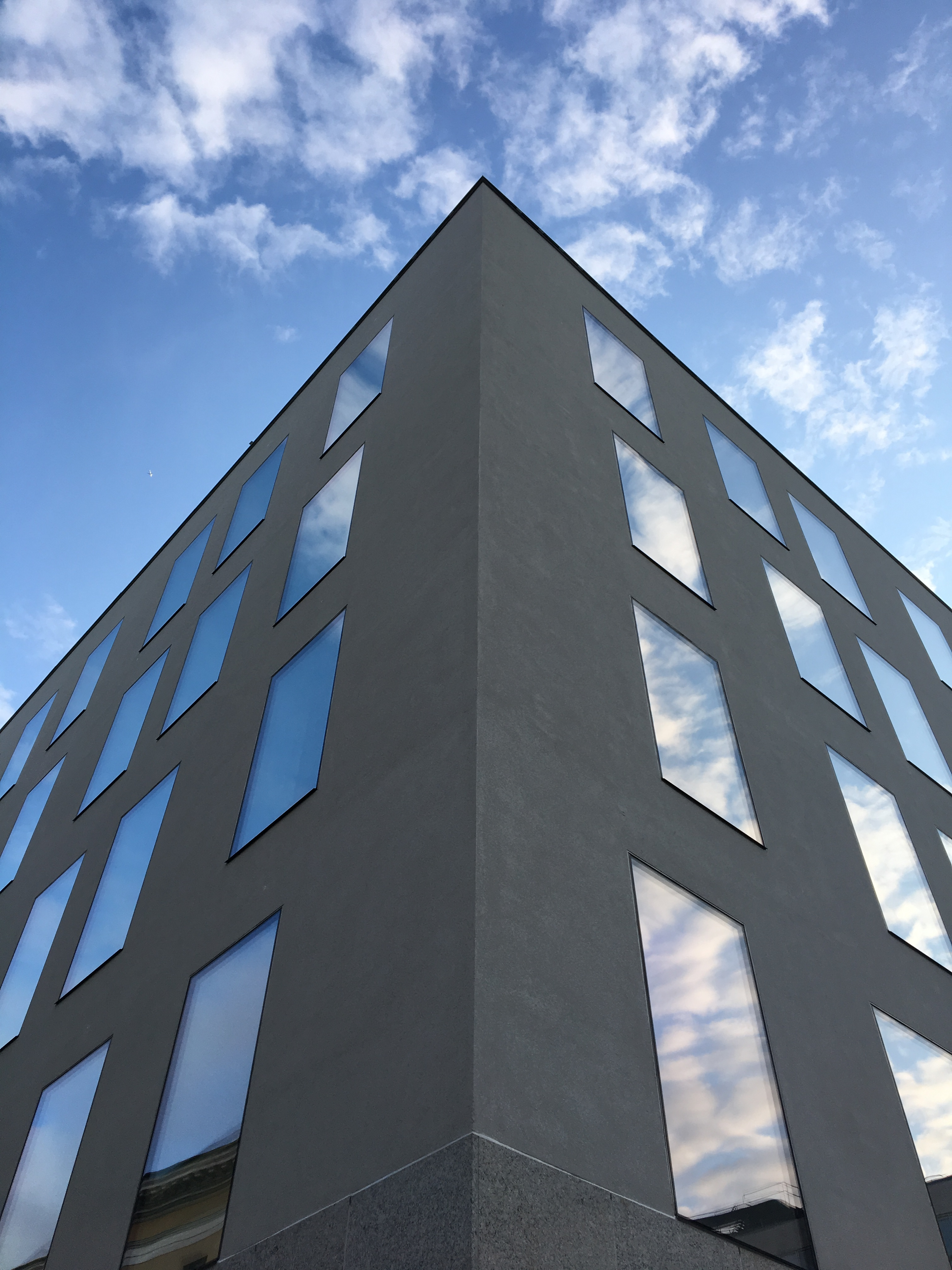
Yliopistonkatu 4.
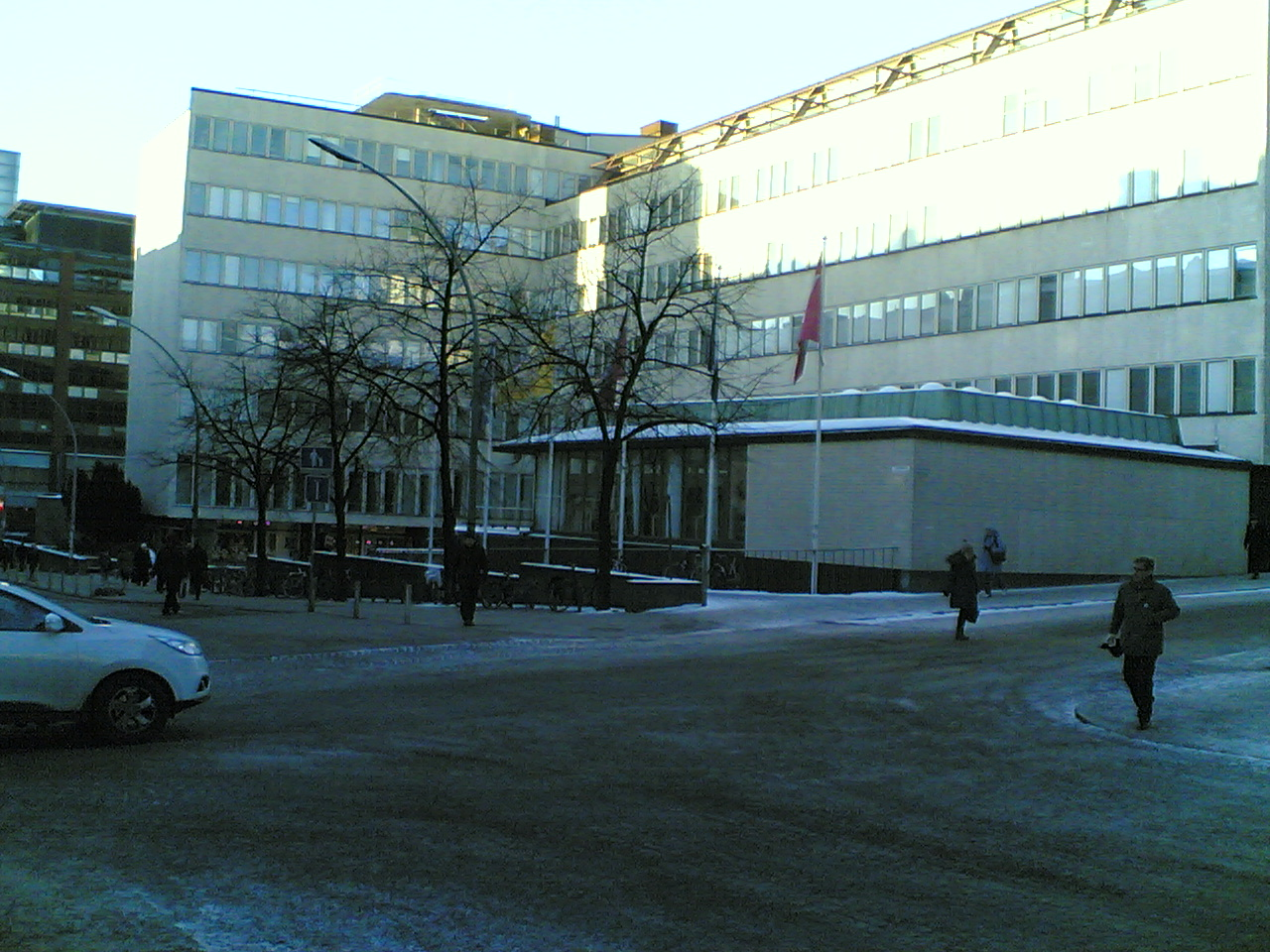
Porthania